# Mchowik

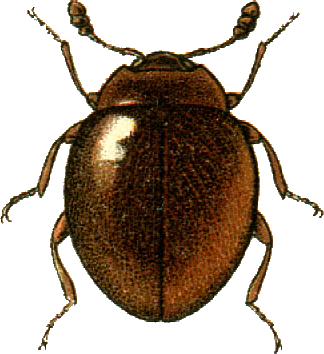
Sphaerosoma pilosellum, rycina aut. Jakobsona

Mchowik (Sphaerosoma) – rodzaj chrząszczy z podrzędu wielożernych i nadrodziny biedronek, jedyny z monotypowej rodziny Alexiidae. Obejmuje 53 opisane gatunki. Ma zasięg zachodniopalearktyczny z centrum występowania w strefie śródziemnomorskiej. Owady z tego rodzaju są grzybożerne.

## Morfologia

### Owad dorosły
Chrząszcze o mocno wypukłym z wierzchu i owalnym w obrysie ciele długości od 1,2 do 2 mm. Oskórek mogą mieć nagi lub porośnięty delikatnym owłosieniem.
Głowa jest poprzeczna, opadająca, z tylnym brzegiem w dwóch miejscach lekko wykrojonym. Zaokrąglone, całobrzegie oczy złożone budują duże fasetki. W pobliżu zewnętrznych brzegów oczu biegną delikatne i krótkie rowki podczułkowe. Punkty osadzenia czułków leżą przed oczami i widoczne są od góry. Czułki buduje dziesięć członów, z których trzy ostatnie formują luźną buławkę. Przedni brzeg krótkiego nadustka może być prosty lub łukowaty, natomiast silnie poprzeczna warga górna ma niemal ścięty brzeg przedni. Spłaszczone, niewiele dłuższe niż szerokie żuwaczki mają wyokrąglone brzegi zewnętrzne, dwuzębne wierzchołki, bezzębne krawędzie tnące, błoniaste prosteki i dobrze rozwinięte mole. Na wierzchniej stronie żuwaczek nie występują guzki ani wgłębienia. Szczęki odznaczają się silnie uwstecznionymi, słabo oszczeconymi u wierzchołków żuwkami wewnętrznymi, wyraźnie węższymi od żuwek zewnętrznych. Głaszczki szczękowe mają toporowaty, tak długi jak szeroki ostatni z członów. Warga dolna odznacza się poprzeczną bródką, zesklerotyzowanym i niepodzielonym, poprzecznym języczkiem oraz szydłowatym członem końcowym głaszczków wargowych. Poza tym puszka głowowa cechuje się obecnością szwu epistomalnego, brakiem jamek w regionie przed gulą, szeroko rozstawionymi i bardzo krótkimi szwami gularnymi oraz potylicą bez poprzecznego żeberka i listewek strydulacyjnych.
Płytki na szyi są zredukowane. Szersze niż dłuższe przedplecze ma zakrzywione i nierozszerzone boki, pełne żeberka boczne, tępe kąty przednie i tylne oraz lekko zakrzywioną i nieobrzeżoną krawędź tylną. U większości gatunków tarczka nie jest widoczna od zewnątrz. Pokrywy są u nasady mniej więcej tak szerokie jak przedplecze, natomiast ich długość jest od 2,5 do 3 razy większa niż przedplecza. Boki pokryw są łukowate, a epipleury ciągną się przez całą ich długość. Powierzchnię pokryw rzeźbią gęste, nieregularne punkty. Tylna para skrzydeł uwsteczniona jest do formy wąskich pasków. Przedpiersie ma żeberko pośrodkowe i wąski wyrostek międzybiodrowy o równoległych bokach, płaskiej powierzchni i zaokrąglonym brzegu. Szwy notosternalne często formują płytkie wgłębienia, w których chować się mogą czułki. Owalne panewki bioder przedniej pary są wąsko odseparowane i szeroko otwarte od zewnątrz, a także otwarte od wewnątrz. Krętarzyki nie są w całości ukryte. Szwy dzielące śródpiersie (mezowentryt) od anepisternitów śródtułowia są niekompletne. Biodra środkowej pary są niewystające, a ich panewki otwarte po bokach. Linia dzieląca śródpiersie od zapiersia (metawentrytu) jest łukowato wygięta, a samo zapiersie krótkie i nieco wypukłe, o kompletnych liniach zabiodrowych. Owalne biodra tylnej pary oddzielone są od siebie na odległość równą swej szerokości. Smukłe odnóża mają krótkie i podwójne ostrogi na goleniach oraz czteroczłonowe stopy o niezmodyfikowanych pazurkach i pozbawione empodiów.
Odwłok ma dobrze wykształcone przetchlinki na segmentach od pierwszego do siódmego. Na spodzie odwłoka widocznych jest pięć wolnych sternitów (wentrytów), z których pierwszy ma pełne linie zabiodrowe, szeroko zaokrąglony wyrostek międzybiodrowy i jest wyraźnie dłuższy od drugiego. Samiec ma przedni brzeg ósmego sternitu pozbawiony pośrodkowej rozpórki, przedni brzeg dziewiątego sternitu zaopatrzony w krótkie spiculum gastrale, niesymetryczny przedni brzeg tegmenu z boczną rozpórką, zrośnięte z fallobazą, ale nie ze sobą paramery o krótkim i wąskim kształcie oraz długie, niedwudzielne, blaszkowate prącie z zaokrąglonym szczytem i pozbawionym sklerytów endofallusem. U samicy ósmy sternit ma dobrze rozwinięte spiculum ventrale. Pokładełko ma po parze bakuli na paraproktach i proktigerze oraz walcowate gonostyliki osadzone przedszczytowo. Genitalia samicy cechują się małą, niezesklerotyzowaną spermateką o robakowatym kształcie.

### Larwa
Larwy mają wydłużone, nieco spłaszczone, w zarysie mające równoległe boki ciało o długości dochodzącej do 2–3 mm. Ubarwione są jasno z ciemniejszymi: głową, płytkami tułowia i odwłoka oraz urogomfami. Oskórek porastają rozproszone szczecinki o kształcie maczugowatym lub niezmodyfikowanym. Na tergitach tułowia i odwłoka brak jest zgrupowanych lub ustawionych w rzędy wyrostków.
Nieco spłaszczona, prognatyczna głowa ma po pięć oczek larwalnych na każdym boku, wolną wargę górną oraz krótkie i tęgie czułki z drobnym, stożkowatym narządem zmysłowym na ostatnim, trzecim członie. Puszka głowowa ma szczeliniaste ramiona czołowe, oddzielone od siebie szwy gularne i pozbawiona jest szwu epistomalnego. Żuwaczki mają szerokie postawy, guzkowate mole oraz dwuzębne wierzchołki, które mogą wyglądać na trójzębne, wskutek obecności dodatkowego zęba przedwierzchołkowego; brak jest prosteki i dodatkowego wyrostka po ich stronie brzusznej. Szczęki mają poprzeczne kotwiczki, dłuższe niż szersze pieńki, trójczłonowe głaszczki szczękowe, a żuwki zrośnięte w malę o szeroko stępionym szczycie. Warga dolna ma wolną bródkę i dwuczłonowe głaszczki wargowe dłuższe od niezmodyfikowanego języczka. Sklerom w podgębiu formuje wąską poprzeczkę. Gula jest szersza niż dłuższa.
Tułów ma trzy pary dobrze rozwiniętych, pięcioczłonowych odnóży o pazurkowatych, zaopatrzonych w pojedynczą szczecinkę przedstopiach. Ponad dwukrotnie dłuższy od niego odwłok ma okrągły segment dziesiąty o regionie analnym skierowanym ku dołowi oraz nieruchome, zakrzywione ku górze urogomfy. Przetchlinki są pierścieniowate, dwuotworowe, umieszczone na końcach bardzo krótkich rurek.

## Ekologia i występowanie
Owady te spotykane są w takich siedliskach jak butwiejące, porośnięte hubami lub innymi grzybami pniaki, gnijące mchy czy rozkładająca się ściółka liściasta. Są mykofagami, a w skład ich diety wchodzą owocniki grzybów z rzędu pieczarkowców.
Mchowik jest rodzajem o zasięgu zachodniopalearktycznym z centrum występowania w strefie śródziemnomorskiej. Jego przedstawiciele zamieszkują Europę Południową i Środkową, Afrykę Północną i Azję Mniejszą. Z Polski wykazano pięć gatunków, w tym jeden w dwóch podgatunkach (zobacz: Alexiidae Polski); większość z nich podano wyłącznie z Karpat.

## Taksonomia
Rodzaj Sphaerosoma wprowadzony został w 1819 roku przez George’a Samouelle’a. W 1833 roku James Francis Stephens wprowadził rodzaj Alexia, który później zsynonimizowano ze Sphaerosoma. Takson rangi rodzinowej został po raz pierwszy utworzony od nazwy Alexia w 1856 roku przez Ludwiga Imhoffa, natomiast od nazwy Sphaerosoma później, w 1899 roku przez Ludwiga Ganglbauera, stąd priorytet ma nazwa Alexiidae, a nie Sphaerosomatidae. Przez dłuższy czas traktowano ten takson jako podrodzinę w obrębie wygłodkowatych, stosując nazwy Alexiinae, Sphaerosomatinae czy Sphaerosominae. Do rangi osobnej rodziny wynieśli je T. Sen Gupta i Roy Albert Crowson w 1973 roku i tak też są traktowane w pracach systematyzujących podział chrząszczy Johna F. Lawrence'a i Alfreda Newtona z 1995 roku oraz autorstwa 11 koleopterologów z 2011 roku.
Według wyników analizy filogenetycznej Jamesa Robertsona i innych z 2015 roku Alexiidae należą do nadrodziny biedronek, w obrębie której zajmują pozycję siostrzaną dla kladu obejmującego Anamorphiidae, Corylophidae, wygłodkowate, Mycetaeidae, Eupsilobiidae i biedronkowate.
Do rodzaju Sphaerosoma należą 53 opisane gatunki:
- Sphaerosoma algiricum (Reitter, 1889)
- Sphaerosoma alutaceum (Reitter, 1883)
- Sphaerosoma antennarium Apfelbeck, 1909
- Sphaerosoma apuanum Reitter, 1909
- Sphaerosoma bicome Peyerimhoff, 1917
- Sphaerosoma bosnicum (Reitter, 1885)
- Sphaerosoma carniolicum Apfelbeck, 1915
- Sphaerosoma carpathicum (Reitter, 1883)
- Sphaerosoma circassicum (Reitter, 1888)
- Sphaerosoma clamboides (Reitter, 1888)
- Sphaerosoma compressum (Reitter, 1901)
- Sphaerosoma corcyreum (Reitter, 1883)
- Sphaerosoma csikii Apfelbeck, 1915
- Sphaerosoma diversepunctatum Roubal, 1932
- Sphaerosoma fiorii Ganglbauer, 1899
- Sphaerosoma globosum (Sturm, 1807)
- Sphaerosoma hemisphaericum Ganglbauer, 1899
- Sphaerosoma hispanicum Obenberger, 1917
- Sphaerosoma laevicolle (Reitter, 1883)
- Sphaerosoma latitarse Apfelbeck, 1915
- Sphaerosoma lederi (Reitter, 1888)
- Sphaerosoma leonhardi Apfelbeck, 1915
- Sphaerosoma libani Sahlberg, 1913
- Sphaerosoma maritimum (Reitter, 1904)
- Sphaerosoma merditanum Apfelbeck, 1915
- Sphaerosoma meridionale (Reitter, 1883)
- Sphaerosoma nevadense (Reitter, 1883)
- Sphaerosoma normandi Peyerimhoff, 1917
- Sphaerosoma obscuricorne Obenberger, 1917
- Sphaerosoma obsoletum (Reitter, 1883)
- Sphaerosoma paganetti Obenberger, 1913
- Sphaerosoma rotundatum Obenberger, 1913
- Sphaerosoma pilosellum (Reitter, 1877)
- Sphaerosoma pilosissimum (Frivaldszky, 1881)
- Sphaerosoma pilosum (Panzer, 1793)
- Sphaerosoma pubescens (Frivaldszky, 1881)
- Sphaerosoma punctatum (Reitter, 1878)
- Sphaerosoma puncticolle (Reitter, 1883)
- Sphaerosoma purkynei Obenberger, 1917
- Sphaerosoma quercus Samouelle, 1819
- Sphaerosoma rambouseki Apfelbeck, 1916
- Sphaerosoma reitteri (Ormay, 1888)
- Sphaerosoma scymnoides (Reitter, 1885)
- Sphaerosoma seidlitzi (Reitter, 1889)
- Sphaerosoma shardaghense Apfelbeck, 1915
- Sphaerosoma solarii Reitter, 1904
- Sphaerosoma sparsum Reitter, 1909
- Sphaerosoma sturanyi Apfelbeck, 1909
- Sphaerosoma subglabrum Peyerimhoff, 1917
- Sphaerosoma sublaeve (Reitter, 1883)
- Sphaerosoma tengitinum Peyerimhoff, 1917
- Sphaerosoma vallambrosae (Reitter, 1885)
- Sphaerosoma winneguthi Apfelbeck, 1915